# Henrik Åkerman
Henrik Åkerman, född den 17 juli 1840 i Stora Kopparbergs församling, Kopparbergs län, död den 13 juni 1905 i Paris, var en svensk diplomat. Han var brorson till Fredrik Åkerman och far till Gustaf Åkerman. Han var gift med Louise Åkerman.
Åkerman blev student vid Uppsala universitet 1858 och avlade kansliexamen där 1959. År 1860 blev han attaché i Bryssel, 1865 legationssekreterare där, 1866 förste sekreterare i Utrikesdepartementet och 1869 legationssekreterare, först i London, sedan i Paris. Åkerman utnämndes 1877 till ministerresident i Madrid och erhöll 1882 rang av ministre plénipotentiaire, blev envoyé 1884 i Wien, 1890 i London och 1899 i Paris. Han  blev kommendör med stora korset av Nordstjärneorden 1886.